# براسا دا سي
براسا دا سي (بالبرتغالية: Praça da Sé‏)، هُو ميدان وساحة عامة وسط مدينة ساو باولو في البرازيل. تقع الساحة في مُنتصف المدينة بالضبط، وهي النقطة التي يتم من خلالها حساب مسافة جميع الطرق التي تمر عبر ساو باولو. شهدت الساحة العديد من الأحداث التاريخية أبرزها كان مُظاهرات ديريتاس جا [الإنجليزية] سنة 1984.

## التاريخ

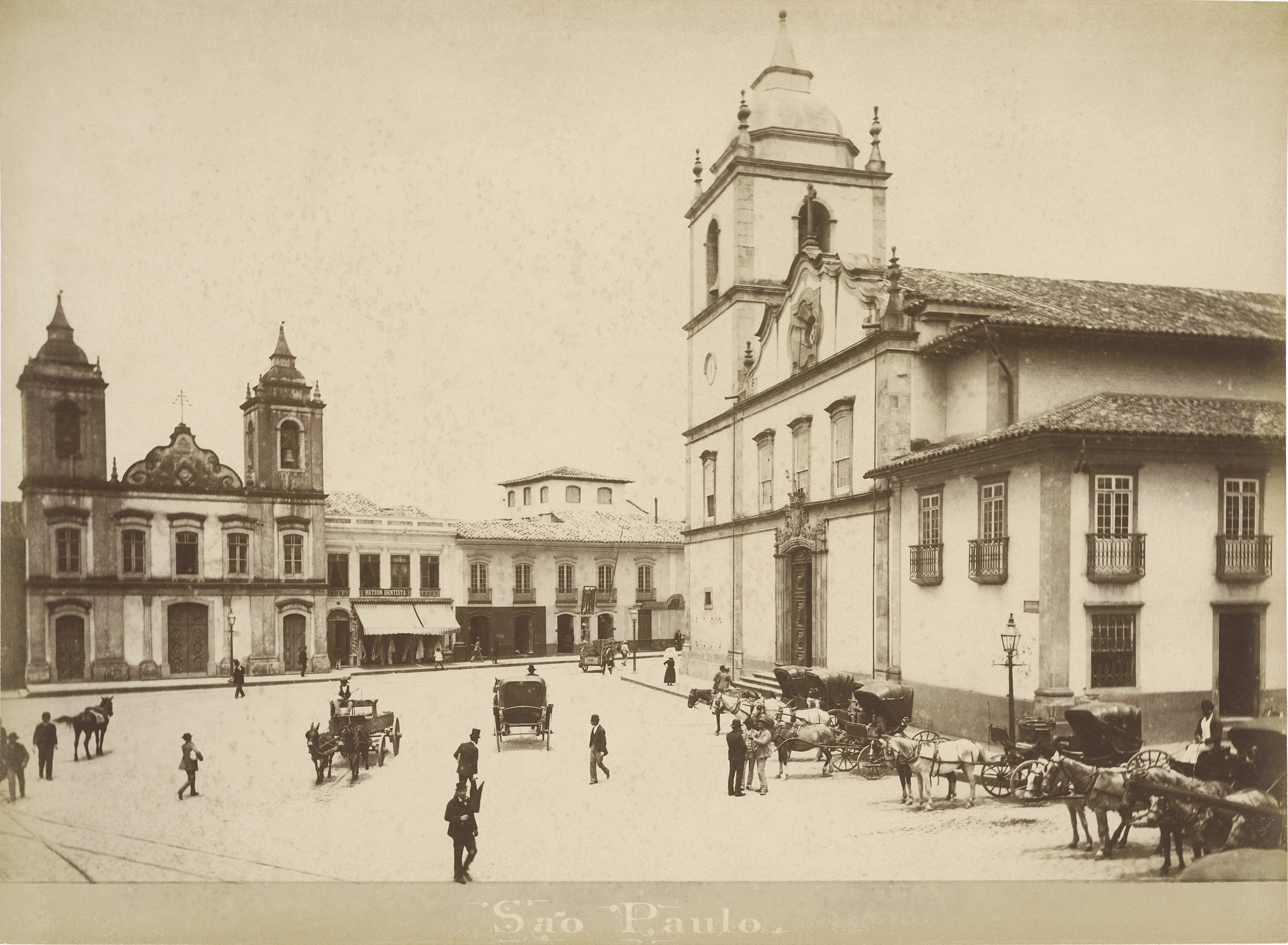
ساحة الكاتدرائية في صورة أخذها المُصور مارك فيريز سنة 1880. كاتدرائية ساو باولو هي الكنيسة الموجودة على يمين الصورة.

كانت الساحة سابقا تُعرف باسم لارغو دا سي (بالبرتغالية: Largo da Sé‏). وفي بداية القرن العشرين، هُدمت العديد من المباني القديمة المُحيطة بالساحة خاصة وفي وسط المدينة عامة، وأُعيد بناؤها وفقا للتخطيط العُمراني الجديد الذي رُسم في ذلك الوقت. ومُنذ ذلك الحين، ظلت الساحة من دون تغيير.

### تطوير الساحة
خلال سبعينيات القرن الماضي، تولى فريق من مهندسين معماريين تحت قيادة المُهندس خوسيه إدواردو دي آسيس لوفيفر مُهمة تطوير وتحديث مرافق الساحة، خُصوصا بعد افتتاح محطة مترو قريبة من المكان.
استوحى فريق المُهندسين مُخططهم لتطوير الساحة من أشكال العمران بمُدن الساحل الغربي للولايات المتحدة، خصوصا تلك التي خططها المُهندس لورانس هالبرين [الإنجليزية]، والتي تتميز بهندسة معمارية صارمة، من خلال مستويات مُتعددة مع برك عاكسة وكُتل أرضية تشبه المنشور.

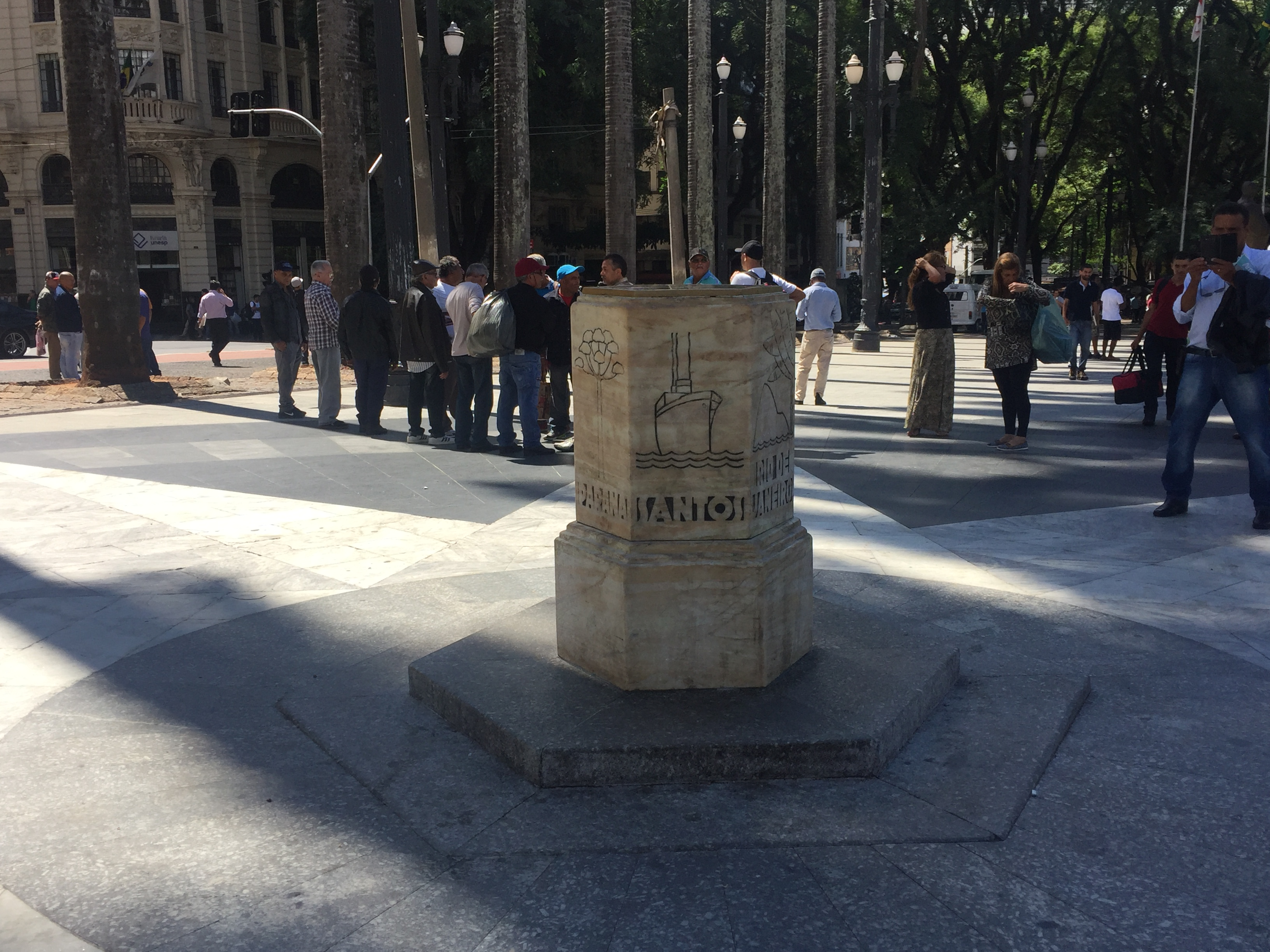
يُعتبر معلم ماركو زيرو، الذي يتواجد وسط الساحة، النقطة المركزية الرسمية في ساو باولو.

خضعت الساحة لعملية ترميم كبيرة خلال سنة 2006، وأعيد افتتاحها بعد ذلك في 25 يناير 2007 (التي تُصادف الذكرى السنوية لتأسيس المدينة) من قبل رئيس البلدية آنذاك جيلبرتو كساب. تعرضت عملية الترميم لانتقادات شديدة من قبل الجمعيات والمنظمات غير الحكومية التي تهتم بحماية المُشردين، حيث زعموا أن الساحة بشكلها الجديد قلصت المساحة المُتاحة للأشخاص من دون مأوى.
شملت عملية الترميم والتجديد تغيير أماكن صناديق الزهور، وزيادة التكامل بين المنحوتات الموجودة بالساحة والمناطق المحيطة بها، وبناء ممرات للمُشاة فوق البرك العاكسة الموجودة بالساحة.

## الآثار
تتواجد بالساحة العديد من المآثر والمعالم التاريخية، هي كالتالي:
| الصورة | الاسم                                                   | المُنشئ              | سنة الإنشاء | مواد البناء                    | تصنيف كومنز                                        | مُعرف الآثر                                        | مُعرف المنحوتة |
| ------ | ------------------------------------------------------- | ------------------- | ----------- | ------------------------------ | -------------------------------------------------- | ------------------------------------------------- | ------------- |
|        | آبيرتورا (بالبرتغالية: Abertura‏)                        | آميلكار دي كاسترو ‏  | 1979        | حديد                           | Abertura by Amilcar de Castro                      | نسخة محفوظة 30 نوفمبر 2018 على موقع واي باك مشين. |               |
|        | كوندور (بالبرتغالية: Condor‏)                            | برونو جيورجي        | 1979        | برونز                          | Condor by Bruno Giorgi (bronze, 1979)              | نسخة محفوظة 30 نوفمبر 2018 على موقع واي باك مشين. |               |
|        | ديالوغو (بالبرتغالية: Diálogo‏)                          | فرانز وايسمان ‏      | 1979        | فولاذ                          | Diálogo by Franz Weissmann                         | نسخة محفوظة 30 نوفمبر 2018 على موقع واي باك مشين. |               |
|        | شعار ساوباولو (بالإنجليزية: Emblem of São Paulo)‏        | روبيم فالينتيم ‏     | 1979        | خرسانة خرسانة مسلحة            | Emblema de São Paulo by Rubem Valentim             | نسخة محفوظة 30 نوفمبر 2018 على موقع واي باك مشين. |               |
|        | إيسباسو كوسميكو (بالبرتغالية: Espaço Cósmico‏)           | يوتاكا تويوتا       | 1979        | فولاذ مقاوم للصدأ جرانيت فولاذ | Espaço Cósmico                                     | نسخة محفوظة 30 نوفمبر 2018 على موقع واي باك مشين. |               |
|        | غاراتوخا (بالبرتغالية: Garatuja‏)                        | مارسيلو نيتشه       | 1979        | زنك حديد فولاذ بولي يوريثان    | Garatuja                                           | نسخة محفوظة 30 نوفمبر 2018 على موقع واي باك مشين. |               |
|        | إيمباكتو (بالبرتغالية: Impacto‏)                         | ماريو كرافو         |             | فولاذ مقاوم للصدأ جرانيت       | Impacto by Mário Cravo                             | نسخة محفوظة 30 نوفمبر 2018 على موقع واي باك مشين. |               |
|        | خوسيه دي أنشيتا (بالبرتغالية: José de Anchieta‏)         | هيتور أوساي         | 1954        | برونز                          | José de Anchieta by Heitor Usai (bronze, 1954)     | نسخة محفوظة 30 نوفمبر 2018 على موقع واي باك مشين. |               |
|        | ماركو زيرو                                              | جون غابرييل فيلين   |             | رخام برونز جرانيت              | Marco Zero (São Paulo)                             |                                                   |               |
|        | نوفيم سوبري آ سيداد (بالبرتغالية: Nuvem sobre a Cidade‏) | نيكولاس فلافيانوس   | 1979        | فولاذ مقاوم للصدأ فولاذ        | Nuvem sobre a Cidade by Nicolas Vlavianos          | نسخة محفوظة 30 نوفمبر 2018 على موقع واي باك مشين. |               |
|        | كوادرو نيغرو (بالبرتغالية: Quadro-Negro‏)                | خوسيه ريزندي        |             | خرسانة حديد                    | Quadro-Negro by José Resende                       | نسخة محفوظة 30 نوفمبر 2018 على موقع واي باك مشين. |               |
|        | ساتيليتي (بالبرتغالية: Satélite‏)                        | فرانشيسكو ستوكينغر ‏ |             | جرانيت خرسانة                  | Satélite by Francisco Stockinger (sculpture, 1978) | نسخة محفوظة 30 نوفمبر 2018 على موقع واي باك مشين. |               |
|        | سي توتيم (بالبرتغالية: Sé Totem‏)                        | دومينيكو كالابروني  |             | جرانيت خرسانة رخام             | Totem da Sé                                        | نسخة محفوظة 30 نوفمبر 2018 على موقع واي باك مشين. |               |
|        | سيم تيتولو (بالبرتغالية: Sem título‏)                    | سيرجيو كامارغو      |             | رخام                           | Sculpture by Sérgio de Camargo (Praça da Sé)       | نسخة محفوظة 30 نوفمبر 2018 على موقع واي باك مشين. |               |
|        | الطيور (بالبرتغالية: The Birds‏)                         | فيليسيا ليرنر ‏      | 1979        | برونز جرانيت                   | Os Pássaros by Felícia Leirner                     |                                                   |               |
|        | فو (بالبرتغالية: Voo‏)                                   | كاسيبوري توريس      | 1979        | فولاذ مقاوم للصدأ خرسانة فولاذ | Voo by Caciporé Torres                             | نسخة محفوظة 30 نوفمبر 2018 على موقع واي باك مشين. |               |